# ミス・ジャパン (株式会社HDR)
ミス・ジャパンは、株式会社HDRが2019年から創設。たびたび名前の似た1950年創設『ミス日本』と間違えられるが、全く関係ないミス・コンテストである。
株式会社HDRは、繊維製品製造販売、催事企画制作、太陽光発電事業、乗馬クラブの運営、コンサルティング業務、ソフトウェアの開発の事業を行う会社。
もともと株式会社HDRは、2013年から『ミス・ユニバース・ジャパン』の運営ライセンス権を取得していた。2017年にライセンス権が切れて、2019年から新たなミス・コンテスト『ミス・ジャパン』を創設した。同時に『ミス・アース・ジャパン』の協催、『ミスター・ジャパン』の主催も兼務している。
2022年度より、コンテスト応募条件の緩和により、「独身であれば、結婚・出産歴は不問」となり、独身女性誰もが応募できるようになっただけではなく、今までの「ミス・ジャパン」以外にも、年齢制限が30歳以上の「ミス・ジャパン・プレミアム」、18歳以下が応募できる「ミス・ジャパン・ティーン」と、カテゴリーが拡大された。

## 受賞者
| 開催年 | 氏名     | 出身地   | 受賞当時の職業   |
| ------ | -------- | -------- | ---------------- |
| 2019年 | 土屋炎伽 | 東京都   | チアリーダー     |
| 2020年 | 小川千奈 | 岩手県   | 岩手医科大学学生 |
| 2021年 | 小山麻菜 | 神奈川県 | ダンサー         |
| 2022年 | 小嶋栞   | 神奈川県 | 会社員           |
| 2023年 | 吉田愛   | 佐賀県   | 公務員           |
| 2024年 | 都島涼香 | 香川県   | 慶應義塾大学学生 |